# АСО Шлеф

Старий логотип клубу

Ассосіасьйон Спортів Олімпік де Шлеф або просто «АСО Шлеф» (араб. الجمعية الرياضية لأولمبي الشلف) — професіональний алжирський футбольний клуб з міста Шлеф, який виступає в Алжирській Професіональній Лізі 2. Заснований в 1947 році. Кольори клубу — червоний та білий. Їх домашній стадіон, «Мохамед Бумезраг», вміщує 30 000 уболівальників.

## Історія
АСО Шлеф утворено 13 червня 1947 року під назвою Ассосіасьйон Спортів д'Орлеансвіль, оскільки в колоніальну епоху місто Шлеф насило назву Орлеансвіль. Клуб засновано представниками корінної мусульманської громади міста для того, щоб протистояти вже існуючому європейському клубу в місті, який мав назву «Групемент Спортіф Орлеансвіль». У перший рік свого існування клуб фінішував на другому місці в третьому дивізіоні чемпіонату Алжиру. А вже через два сезони клуб виграв путівку до першого дивізіону. Після того, як Алжир став незалежною державою в 1962 році, назву міста було змінено з Орлеансвіля на Ель-Аснам, і клуб також змінив свою назву на Аснам Спортів Олімпік, але зберіг свої оригінальні ініціали «АСО». У 1989 році клуб повертається до своєї історичної назви.
21 червня 2005 року АСО Шлеф виграв свій перший національний трофей, після перемоги у фіналі Кубка Алжиру над УСМ Сетіф з рахунком 1:0, єдиним переможним голом у ворота Сетіфу відзначився Мохамед Мессауд. Завдяки перемозі в національному кубку, клуб вперше у своїй історії кваліфікувався для участі в континентальному турнірі, Кубку конфедерації КАФ. Тим не менше, їх виступи на континентальних змаганнях дуже швидко завершилися. Після технічної перемоги над представником Мавританії АСК Ентенте у попередньому раунді, вони поступилися у першому раунді за сумою двох поєдинків з рахунком 1:0 сенегальському АС Дуан.
У сезоні 2007/08 років команда продемонструвала найкращий результат за всю історії її виступів у елітному дивізіоні національного чемпіонату та стала віце-чемпіоном, — від переможця чемпіонату, ЖС Кабілія, АСО Шлеф відстав на 10 очок.
21 червня 2011 року на чолі з Мезіаном Ігілом, АСО Шлеф покращив своє найвище досягнення в чемпіонаті та виграв Алжирську Професіональну Лігу 1, після того як КР Белуїздад, який на той час посідав друге місце в турнірній таблиці, поступився УСМ Ель-Харраш.
12 травня 2012 року у другому раунді Ліги чемпіонів КАФ АСО Шлеф переграв у серії післяматчевих пенальті суданський клуб Аль-Хіляль з рахунком 4:2 (за сумою двох матчів рахунок був нічийний, 2:2) та вперше у своїй історії вийшов до групового етапу найпрестижнішого клубного африканського змагання.
За підсумками сезону 2014/15 років команда посіла передостаннє 15-те місце в Лізі 1 та вибула до Алжирської Професіональної Ліги 2, де в даний час і продовжує свої виступи.

## Досягнення
- Алжирська Професіональна Ліга 1
  -  Чемпіон (1): 2011
  -  Срібний призер (1): 2008
  -  Бронзовий призер (3): 1986, 1987, 2006

- Алжирська Професіональна Ліга 2
  -  Чемпіон (4): 1976, 1983, 1994, 2002

- Кубок Алжиру
  -  Володар (2): 2005, 2023
  -  Фіналіст (1): 1992

## Статистика виступів на континентальних турнірах
| Сезон | Турнір                 | Раунд         | Клуб                  | Вдома | На виїзді | Загалом        |
| ----- | ---------------------- | ------------- | --------------------- | ----- | --------- | -------------- |
| 2006  | Кубок конфедерації КАФ | Попередній    | АСК Ентенте           | т.п.1 | т.п.1     | т.п.1          |
| 2006  | Кубок конфедерації КАФ | 1             | АС Дуан (Дакар)       | 0-0   | 0-1       | 0-1            |
| 2007  | Кубок конфедерації КАФ | Попередній    | АСАК Конкорд          | 2-1   | 1-0       | 3-1            |
| 2007  | Кубок конфедерації КАФ | 1             | ЕНППІ Клуб            | 0-0   | 1-0       | 1-0            |
| 2007  | Кубок конфедерації КАФ | 2             | Аль-Мерріх            | 1-0   | 0-3       | 1-3            |
| 2009  | Ліга чемпіонів КАФ     | Попередній    | Фелло Стар            | 1-0   | 2-1       | 3-1            |
| 2009  | Ліга чемпіонів КАФ     | 1             | Етуаль дю Сахель      | 0-0   | 1-2       | 1-2            |
| 2012  | Ліга чемпіонів КАФ     | Попередній    | Фасо-Єнненга          | 4-1   | 0-0       | 4-1            |
| 2012  | Ліга чемпіонів КАФ     | 1             | Віта (Кіншаса)        | 0-0   | 3-2       | 3-2            |
| 2012  | Ліга чемпіонів КАФ     | 2             | Аль-Хіляль (Омдурман) | 1-1   | 1-1       | 2-2 (4-2 пен.) |
| 2012  | Ліга чемпіонів КАФ     | Груповий етап | Етуаль дю Сахель      | т.п.2 | т.п.2     | 3-тє місце     |
| 2012  | Ліга чемпіонів КАФ     | Груповий етап | Есперанс              | 0-6   | 1-5       | 3-тє місце     |
| 2012  | Ліга чемпіонів КАФ     | Груповий етап | Саншайн Старз         | 1-2   | 0-2       | 3-тє місце     |
| 2015  | Кубок конфедерації КАФ | Попередній    | Камбой Іглз           | 2-0   | 0-1       | 2-1            |
| 2015  | Кубок конфедерації КАФ | 1             | Хоройя                | 1-0   | 0-1       | 1-1 (5-4 пен.) |
| 2015  | Кубок конфедерації КАФ | 2             | Клуб Африкен          | 1-1   | 0-1       | 1-2            |

1- АСК Ентенте покинув турнір.

2- Етуаль дю Сахель був дискваліфікований після заворушень в матчі проти Есперанс в Тунісі 18 серпня.

## Відомі гравці
У списку, який наведено нижче, перераховані гравці, які представляли АСО Шлеф в чемпіонаті та міжнародних турнірах з моменту заснування клубу в 1947 році, щоб з'явитися в розділі нижче, гравець повинен зіграти принаймні 100 офіційних матчах за клуб чи представляти національну збірну, за яку він має право виступати, під час його перебування в АСО Шлеф або після того, як він покинув клуб.
| - Абдерразак Бельгербі - Мохамед Бельгербі - Фарід Шекрам - Буабделлах Дауд | - Аззедін Духа - Лунес Гауауї - Самір Хаджауї - Фоділь Мегаріа | - Мустафа Мексі - Ель-Арабі Гіляль Судані - Мохамед Таліс - Альхассан Іссуфу |

## Відомі тренери
- Сід-Ахмед Слімані
- Абделькадер Амрані (2003–09)
- Рашид Бельхут (1 липня 2007 – 30 червня 2008)
- Саїд Хадж Мансур (1 липня 2008 – 30 червня 2009)
- Мусса Саїб (2009)
- Мезіан Ігіл (13 липня 2010 – 5 вересня 2011)
- Нуреддін Сааді (6 вересня 2011 – 30 червня 2012)
- Рашид Бельхут (1 липня 2012 – 25 жовтня 2012)
- Мохамед Беншуія (в.о.) (23 жовтня 2012 – 15 листопада 2012)
- Нур Бензекрі (14 листопада 2012 – 24 січня 2013)
- Мохамед Беншуія (в.о.) (25 січня 2013 – 30 червня 2013)
- Мезіан Ігіл (1 липня 2013–)